# Refugi d'Airoto
El refugi d'Airoto o de Gràcia, és un refugi de muntanya cedit per las companyia Hidroelèctrica de Catalunya a la Unió Excursionista de Catalunya que està situat a 2.199 metres d'altitud, al peu del pic de Qüenca, a uns 400 metres de l'extrem sud de l'Estany d'Airoto, al terme municipal d'Alt Àneu, a la comarca del Pallars Sobirà. Està situat en l'àmbit del poble d'Alós d'Isil, a l'antic terme d'Isil, dins del Parc Natural de l'Alt Pirineu.
Es una antiga cabana canadenca habilitada com a refugi lliure (no guardat) amb una capacitat de 12 places. Fou inaugurat el 6 d’octubre de 1991 amb motiu del cinquantenari de la UEC de Gràcia. El manteniment del refugi es realitzat per l'entitat de la UEC de Gràcia.
L'interior del refugi està equipat amb matalassos, flassades, una taula, calefacció, farmaciola i emissora d’emergència connectada amb els bombers. Al seu exterior hi ha una font, una taula de fusta i bancs.
És base per a travesses i ascensions a cims com el Tuc de Marimanya (2.679 m), el Pic de Bacivers (2.720 m), el Pic de Qüenca (2.638 m) i el Pic del Rosari (2.608 m).

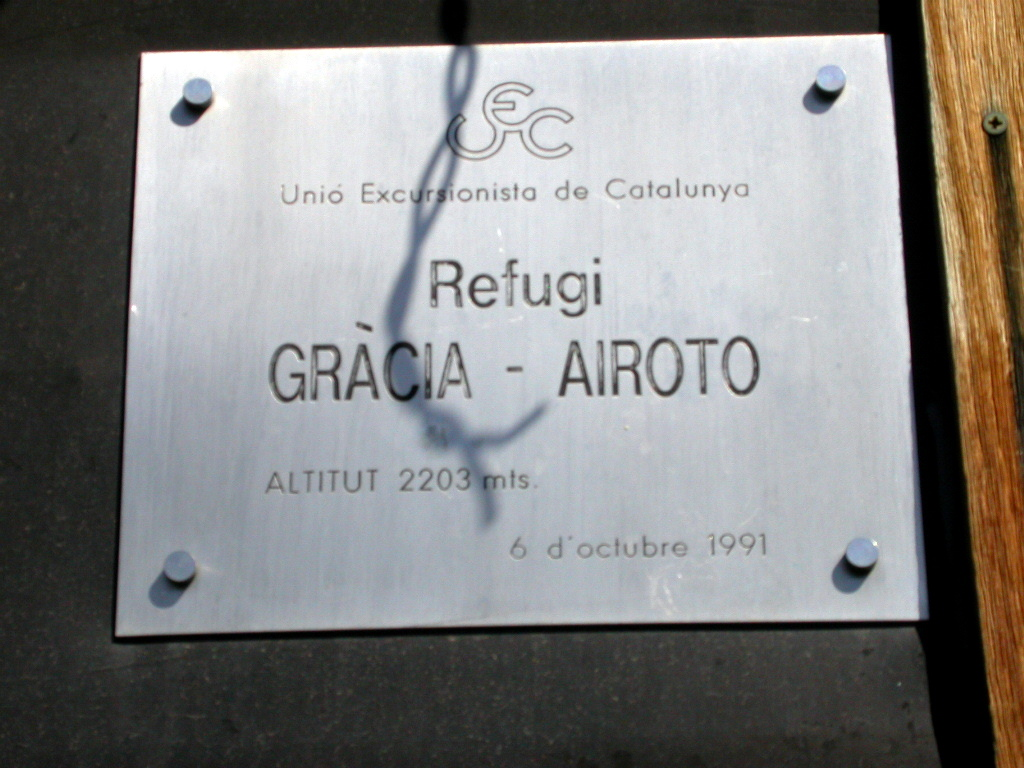
Refugi d'Airoto

## Accés
L'accés al refugi només es pot fer a peu i dependrà del punt d'inici:
- Des el poble d'Isil, pel barranc d'Airoto en 3 hores.[2]
- Des de Montgarri, duració 4 hores.[1]

## Història
El 6 d'octubre de 1991, un cop finalitzada la seva rehabilitació, s'inaugurà com a refugi lliure de muntanya una antiga cabana canadenca cedida per la companyia Hidroelèctrica de Catalunya. La inauguració del refugi va ser el punt final del programa d'actes del cinquantenari de la UEC de Gràcia.
La cabana va ser bategada amb el nom de Gràcia en commemoració del cinquantè aniversari de la UEC de Gràcia.